# 私营货币
私营货币（通稱可稱為私鑄錢）是由私有组织发行的货币。它常常用于和由政府发行的法定货币进行对比。在很多国家，发行私营货币当作法偿使用是被法律所严格禁止的，同時普遍都不具通貨效力的，不過部份國家政府亦有發牌規管維持有價證券的效力。
目前有超过4000种私营货币在35个国家流通。这包括私人拥有的黄金和白银、地方纸币和电子货币，例如数位黄金货币、加密貨幣等。

## 历史

### 古中國
私铸钱为古钱币术语，是民间私炉盗铸的钱币。私铸钱一般比官铸钱轻小粗恶，从铜质到文字都明显劣于同时官炉所出之钱。私铸钱币一直是中国古代货币发行方面难以根治的“顽症”，各朝各代的私铸钱虽娄禁难止，存世数量均不为少。
在秦朝時期，秦始皇僅容許中央政府發行貨幣，禁止民間甚至地方政府私自製作貨幣等支付工具。

### 美国

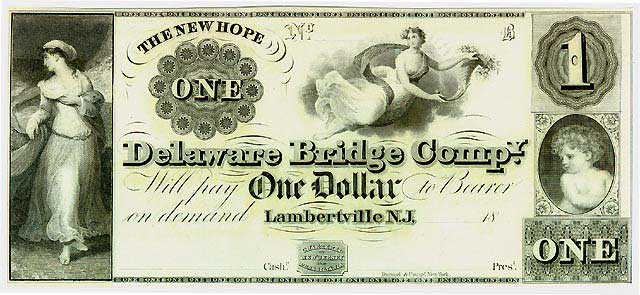
1美元的私营纸币，1836年到1841年由新泽西"特拉华大桥公司"发行。

在美国，1837年到1866年的自由银行时代，几乎每个人都可以发行纸币。相比之下，目前的限制更加嚴格，但创造屬於自己的货币仍是合法的。各州、市、私有银行、铁路和建筑公司、商店、餐馆、教堂和个人截至到1860年发行了大概8000种不同的货币。如果发行者破产、关闭、离开或歇业，那么其发行的纸币就将一文不值。这样的组织因为其极低的可行度获得了“野猫银行”的绰号，因為他们往往位于遥远偏僻，野猫比人多的地方。然而依照劳伦斯·怀特的文章
自由人 （页面存档备份，存于），野猫银行实际上很大程度上是虚构的。现代经济史学家发现只有很少的银行属于野猫银行。1863年的国家银行法结束了野猫银行时代。

#### Ithaca hours
伊萨卡位于纽约州的北部，当地试验用Ithaca hours （页面存档备份，存于）来充当交易媒介。这些货币可用于纳税，且可兑换成美元。

#### BerkShares
BerkShares是流通于马萨诸塞州BerkShares的一种地方货币，它由BerkShares公司于2006年9月29日推出。BerkShares网站 （页面存档备份，存于）列出了伯克夏县370家接受其货币的企业。在30个月内，当地5家银行的12个支行发行了220万BerkShares。

### 臺灣
1999年，臺灣獨立運動團體發行臺灣共和國台元券。

### 其它国家

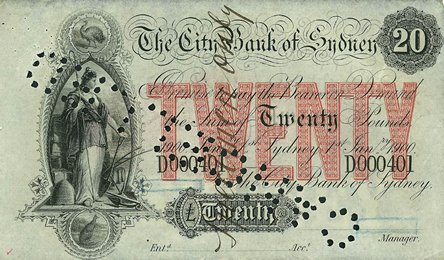
澳大利亚悉尼城市银行大约在1900年发行的私营货币。

在澳大利亚，1910年的银行货币税法用高税率实际上成功禁止私营货币。其它国家也用类似的政策消去私营货币與法定货币的竞争力。
另外有政府發行新鈔後，舊有法定货币丧失政府支持但地區寧可繼續使用舊鈔的案例，如伊拉克瑞士第納爾。

## 货币支持物
目前很多私营货币通过一种商品来支撑其价值，这样可以避免通货膨胀的损失（货币发行者增加货币供应就会导致通货膨胀）。一些私营货币用公认的和历史上存在过的商品做为支持物，例如白银或黄金。
私营货币有可能用任意的商品来支撑其价值，尽管一些人认为易腐的商品不可能适合做为货币。对所有货币而言，一个重要的适合做支持物的标准是其互换性。另一种观点建议由能源支撑其纸币价值，例如：焦耳，这也许会在将来得到应用。
現時比特幣等虛擬資產屬於私鑄錢的例子，但法律承認情況則有限度，有些國家則禁止這些電子貨幣的應用。